# Jenny Tschernichin-Larsson
Jenny Tschernichin-Larsson (1867 – 16 de junho de 1937) foi uma atriz sueca da era do cinema mudo. Ela apareceu em 46 filmes entre 1913 e 1933.

## Filmografia selecionada
- 1912 – Den tyranniske fästmannen
- 1913 – Miraklet
- 1913 – Gränsfolken
- 1913 – På livets ödesvägar
- 1913 – Den okända
- 1925 – Bröderna Östermans huskors
- 1926 – Ebberöds bank
- 1927 – Hin och smålänningen
- 1932 – En stulen vals
- 1933 – Halta Lena och vindögde Per